# Brett Cooper (comentadora)
Brett Cooper (nascida em 12 de outubro de 2001) é uma comentadora política conservadora americana, personalidade da mídia e atriz. Ela apresenta o canal do YouTube The Comments Section com Brett Cooper, produzido pelo The Daily Wire.

## Início de vida e papéis de atuação
Cooper nasceu em 12 de outubro de 2001 em Bellingham, Washington. Ela foi criada em Chattanooga, Tennessee, e quando tinha dez anos, mudou-se para Los Angeles, Califórnia, onde começou a seguir carreira profissional de atriz. Por quase dez anos, ela teve papéis no teatro, televisão e cinema, incluindo um papel como figurante no filme Parental Guidance de 2012.
Cooper foi educada em casa durante a maior parte da infância. Ela estudou na Universidade da Califórnia, em Los Angeles (UCLA), onde se formou em literatura inglesa. Ela também obteve uma especialização em negócios pela Haas School of Business da UC Berkeley.
Ela escreveu para a Fundação para a Educação Económica e foi embaixadora da PragerU e da Turning Point USA.

## The Comments Section with Brett Cooper
Em janeiro de 2022, Cooper assinou com o The Daily Wire para iniciar um novo podcast chamado The Comments Section com Brett Cooper. De acordo com a secção "Sobre" do canal do programa no YouTube, é um "programa de conteúdo viral e análise de notícias".
A The Week descreveu o programa de Cooper como "visando capturar um público da Geração Z no TikTok e no YouTube". De acordo com Rachel Leishman no The Mary Sue em outubro de 2023, "O trailer do programa configura-o como se ela estivesse a ler comentários e a fazer uma declaração sobre o que os 'esquerdistas' estão a dizer ou a opor-se aos ideais liberais, mas na realidade, ela apenas escolhe um tópico de conversa e compartilha as suas opiniões".

## Vida pessoal
Em outubro de 2023, Cooper ficou noiva de Alex Tombul, o fundador de uma agência de publicidade. Eles casaram-se em abril de 2024.

## Filmografia

### Filmes
| Ano         | Título                        | Papel                   | Notas         |
| ----------- | ----------------------------- | ----------------------- | ------------- |
| 2012        | Sarilhos em Família           | Estudante de Discurso   | Não creditada |
| 2017        | Bobbi & Gill                  | Bobbi Garet             |               |
| 2023        | Lady Ballers                  | Stacey Santiago O'Brien | [ 19 ]        |
| 2025        | Snow White and the Evil Queen | Branca de Neve          | Em produção   |
| A confirmar | 500 Fireflies                 | June                    | Pós-produção  |

### Televisão
| Ano  | Título                                  | Papel                           | Notas                      |
| ---- | --------------------------------------- | ------------------------------- | -------------------------- |
| 2016 | Gortimer Gibbon's Life on Normal Street | Jessica                         | 2 episódios                |
| 2017 | Shots Fired                             | Tess Breeland                   | 4 episódios                |
| 2018 | Heathers                                | Brianna Parker/"Trailer Parker" | 8 episódios                |
| 2023 | Chip Chilla                             | Ellen Squirrel (voz)            | Episódio: "Chip's Odyssey" |
| 2024 | Mr. Birchum                             | Jeanie Birchum (voz)            | Papel de apoio             |
| 2024 | The Pendragon Cycle                     | Ganieda                         | Pós-produção               |